# Mário Machado
Mário Rui Valente Machado, geralmente conhecido como Mário Machado (1977), é um neonazi português. É um dos fundadores e antigo dirigente da Frente Nacional, antigo membro do grupo Hammerskins Portugal e fundador e ex-dirigente do movimento nacionalista Nova Ordem Social, suspenso em 2019.
Em 2005, assumiu a liderança do movimento bonehead em Portugal, sendo ainda em 2015 o nome principal dessa subcultura no país. Mário Machado era considerado o mais influente activista de extrema-direita em Portugal. A notoriedade nacional de Mário Machado enquanto líder nacionalista, bonehead e de extrema-direita tem sido auxiliada pela cobertura da imprensa portuguesa, em grande parte sensacionalista.
Mário Machado possui uma longa ficha criminal, que inclui discriminação racial, ofensas corporais, posse de armas ilegais, difamação, sequestro e extorsão. Já foi também suspeito do homicídio de Alcindo Monteiro.

## Atividade nacionalista

### Movimento de Ação Nacional e Ordem Lusa
Mário Machado tomou contacto com a extrema-direita aos 13 anos.
Na década de 1980, militou nas associações nacionalistas Movimento de Acção Nacional e Ordem Lusa.

### Irmandade Ariana
Entre 1995 e 2001, nos presídios de Lisboa e Caxias, Mário Machado, em conjunto com outros neonazis, muitos dos quais cumprindo pena pela violência racial que levou à morte de Alcindo Monteiro, criou o capítulo português da organização internacional de supremacia branca e crime organizado Irmandade Ariana. Segundo Mário Machado, a organização operava num sistema de células, sem uma liderança central, com o objetivo de despistar o Governo de Ocupação Sionista.
À medida que os skinheads condenados em 1997 iam sendo libertados, a Irmandade Ariana foi tomando consistência e conquistando as ruas. Com recurso à violência, os outros grupos rivais, como a Ordem Lusa, foram sendo reduzidos e até suprimidos, dando à Irmandade Ariana a hegemonia na cena skinhead portuguesa.

### Frente Nacional, Portugal Hammerskins e Partido Nacional Renovador
Em 2001, um grupo de boneheads neonazis portugueses ligados à Irmandade Ariana, liderados por Mário Machado, iniciou um movimento com o objetivo de criar uma sucursal portuguesa da Hammerskin Nation, uma das principais organizações neonazis e supremacistas brancas dos Estados Unidos, presente em pelo menos onze países (dados de 2012).
Os anos 2004 e 2005 são considerados um ponto de viragem para o movimento bonehead português, com Mário Machado a assumir a liderança do movimento em Portugal. Mário decidiu reintroduzir a estratégia do final da década de 1980, tentando colar o movimento skinhead a um partido da extrema-direita, o Partido Nacional Renovador (PNR), através do seu envolvimento no partido como militante. Para atingir este objetivo, Mário começou por conquistar o PNR, facilitando a ascensão à presidência do partido de José Pinto Coelho, militante nacionalista da década de 1970, contrário à corrente mais tradicionalista dentro do partido e favorável à colaboração com os skinheads.
Ao mesmo tempo, Mário Machado procurou manter a hegemonia dentro do movimento skinhead, primeiro com o lançamento da banda Hammerskin Ódio, em 2003, e depois com a integração da Irmandade Ariana na Hammerskin Nation, conseguida em 2005. A 29 de janeiro de 2005 foi anunciada a formação da Portugal Hamerskins (PHS), o capítulo português da Hammerskin Nation, fundado por Mário Machado. Em 2008, Mário ainda liderava a PHS, descrevendo-a como "totalmente apolítica". O movimento foi descrito pela organização antirracismo SOS Racismo como "um bando criminoso nazi, cujo ritual de iniciação se baseia no crime de sangue”.
Em 2004, em conjunto com o seu camarada Vasco Leitão, membro dirigente do PNR, Mário Machado criou o site Fórum Nacional, que viria a transformar-se num dos principais pontos de encontro dos neonazis portugueses na web. Um ano após a sua criação, o Fórum Nacional contava com três mil utilizadores registados e uma afluência mensal de seis mil e quinhentos internautas, com dez mil e quinhentas visualizações de páginas por mês.
Também em 2004, Mário criou a Frente Nacional, um movimento nacionalista com vista à intervenção política, com o objetivo de promover os ideais nacionalistas em Portugal. Segundo Mário, o movimento foi criado por alguns nacionalistas com ideias europeístas, numa altura em que o PNR tinha uma atitude demasiado saudosista, não organizando manifestações. Em 2008, o movimento contaria com cerca de quatrocentos adeptos. A partir de junho de 2005, com a eleição de José Pinto Coelho para a liderança do PNR, também a Frente Nacional passou gradualmente a aderir àquele partido.
Após um período inicial de tensão e conflito com o grupo rival Blood & Honour Portugal, Mário conseguiu obter a hegemonia do movimento skinhead em Portugal, deixando o campo aberto para a cooptação dos militantes skinheads pela base militante do PNR, através de projetos como o Fórum Nacional e a Frente Nacional, destinados a coordenar, tanto online como offline, militantes nacionalistas de diversas origens.
O ponto alto da colaboração entre skinheads e o PNR foi atingido na manifestação de 18 de junho de 2005 contra o crime ligado à imigração. A 10 de junho de 2005, notícias falsas veiculadas pela generalidade da comunicação social portuguesa davam conta dum grande arrastão, ou roubo por varrimento, alegadamente ocorrido nessa tarde na Praia de Carcavelos. As imagens que acompanhavam as reportagens na comunicação social mostravam sempre jovens negros correndo na praia, provocando uma implicação étnica e um clima de tensão e insegurança relacionado aos imigrantes, em particular os de origem africana. A Frente Nacional aproveitou a oportunidade para convocar uma manifestação para o dia 18 de junho desse ano, que teve lugar no Martim Moniz. À Frente Nacional juntaram-se outras organizações de extrema-direita, envolvendo também a Causa Identitária, o PNR e associações de antigos combatentes da Guerra Colonial. Apesar do carácter xenófobo e racista da manifestação, denunciado pela organização SOS Racismo, e dos protestos do Partido Ecologista Os Verdes, da Frente Anti-Racista, da Renovação Comunista, do CDS-PP e até do bispo das Forças Armadas, o pedido de realização da manifestação foi autorizado pelo Governo Civil de Lisboa. A manifestação congregou cerca de quinhentos nacionalistas, um número inédito em manifestações da extrema-direita desde a década de 1970. Durante a manifestação, Mário Machado afirmou à reportagem da SIC: "Nós queremos dizer aos portugueses que existem brancos que têm muito orgulho em ser brancos e estão aqui para atender aos interesses dos portugueses. Porque nós somos portugueses há 850 anos. Não somos portugueses há 30. (…) Eles não podem pensar que vêm aqui fazer o que querem. Isto é nosso."
No mesmo ano, Mário Machado foi distinguido pelo PNR como "militante ativista do ano" pela direção do partido. Na altura, José Pinto Coelho afirmou em entrevista ao jornal Sol: "Sou amigo do Mário, é um excelente nacionalista. Aprovo todos os tipos de nacionalismo, de toda a gente que ama a sua pátria. O Mário foi a face mais visível da fase impulsionadora do nacionalismo."
Num contexto de tensões crescentes entre os diversos grupos nacionalistas que orbitavam em torno do PNR, o projeto de cooperação entre a base skinhead e um partido político lançado por Mário Machado viria a colapsar com a vasta operação de repressão contra a extrema-direita portuguesa levada a cabo pela Polícia Judiciária em 2007. A operação policial foi motivada pelas atividades criminosas desenvolvidas pelo PHS, sob a liderança de Mário Machado, levando à detenção de vários dos seus membros mais proeminentes, entre os quais o líder e o vocalista da banda Ódio, então renomeada Bullet38. Mário seria posteriormente preso por discriminação racial, posse de arma ilegal, e uma série de ofensas corporais, ditando o fim abrupto do projeto de alargamento da base militante do PNR através da subcultura skinhead e expressões musicais a ela associadas.
Em novembro de 2007, fontes policiais afirmaram ao Correio da Manhã constar na transcrição das escutas telefónicas montadas durante meses pela Polícia Judiciária a Mário Machado que este teria dado “instruções ao presidente” do PNR, José Pinto Coelho, sobre a “estrutura orgânica, intervenções e iniciativas partidárias”. José Pinto Coelho negou categoricamente alguma vez ter recebido instruções partidárias de Mário Machado, afirmando que são apenas grandes amigos e que trocam impressões sobre tudo. No entanto, fontes ligadas à investigação asseguraram que o teor das várias conversas gravadas “não deixam dúvidas. Há instruções ao nível de intervenções públicas, iniciativas do partido e até distribuição de cargos dentro do PNR”. Segundo as fontes policiais, existiam autocolantes de propaganda com a frase “A coisa está preta, o PNR resolve”, numa “clara alusão aos africanos imigrados em Portugal”, estando envolvido o nome de um partido português num crime de discriminação racial.
Em abril de 2008, Mário Machado assegurou que a Frente Nacional já se havia dissolvido, afirmando ser agora militante do PNR, juntamente com outros nacionalistas, e que antigos elementos da Frente Nacional estavam agora no Conselho Nacional do PNR. Na mesma ocasião, José Pinto Coelho afirmou aos jornalistas que ele e Mário Machado eram "grandes amigos", e que "apesar de as nossas linhas políticas serem diferentes, considero-o um soldado político e um homem inteligente".
Em meados de 2014, Mário Machado anunciou o fim dos PHS, afirmando que o movimento já só era um caso de polícia, expressando a vontade de “expulsar” aqueles que chamou de “criminosos travestidos de nacionalistas”, reduzindo a organização a apenas dez membros.

### Nova Ordem Social
No início de 2014, Mário Machado, então detido na prisão de Alcoentre, afirmou o desejo de se distanciar do Partido Nacional Renovador, que havia apoiado enquanto líder do movimento de extrema-direita Frente Nacional, devido ao facto de partido ter abandonado a linha nacionalista em prol de uma ideologia de direita patriótica, ao mesmo tempo que anunciou o fim dos Hammerskins Portugal. Mário manifestou a vontade de criar um novo partido político, que denominou Nova Ordem Social (NOS). O primeiro encontro do novo movimento aconteceu a 26 de abril desse ano num hotel na zona de Peniche, durante uma saída precária de Mário da cadeia de Alcoentre, reunindo cerca de cinquenta pessoas, entre elas representantes dos partidos nacionalistas grego, Aurora Dourada, e alemão, Partido Nacional Democrático da Alemanha. A data foi propositadamente escolhida por forma a marcar a posição de que o grupo não festeja a Revolução de 25 de Abril de 1974, descrevendo-a como golpe e traição. O símbolo escolhido foi uma seta em frente, segundo Mário por o partido não estar posicionado “à esquerda ou à direita”.
Em 2015, a página de Facebook do movimento descrevia-o como uma estrutura “nacionalista e patriótica”: “Encontramo-nos a meio caminho entre a extrema-direita e a extrema-esquerda, por detrás do Presidente e de costas para a Assembleia da República”.
Em janeiro de 2015, Mário Machado apresentou uma queixa crime o Departamento Central de Investigação e Ação Penal contra José Sócrates, então em prisão preventiva no Estabelecimento Prisional de Évora, por violação do segredo de justiça nas respostas a perguntas formuladas pela TVI, afirmando que Sócrates “conhecia os factos que lhe são imputados e pronunciou-se publicamente em sua defesa”. Foi ainda formulado um pedido pelo seu advogado para se constituir assistente no processo da Operação Marquês.

#### Você na TV!
A 3 de janeiro de 2019 esteve no programa Você na TV!, da TVI, apresentado por Manuel Luís Goucha, num debate que tinha como tema "Precisamos de um novo Salazar?", inserido na rubrica “Diga de Sua (In)Justiça”. Ao mesmo tempo, a questão foi colocada numa sondagem no Facebook, à qual 35% dos votantes responderam que o país precisava de “um novo Salazar”. A publicação, a escolha do tema e a presença do líder de extrema-direita como convidado foram alvo de várias críticas por parte dos seguidores do programa, tendo sido participadas várias queixas à Entidade Reguladora para a Comunicação Social.
Segundo a Nova Ordem Social, a organização antirracismo SOS Racismo também estaria presente no debate, o que não se confirmou, não tendo, na verdade, sequer chegado a ser convidada. A organização condenou a presença de Mário Machado no programa, afirmando em comunicado que “a decisão da TVI de convidar Mário Machado é muito mais do que uma estratégia de branqueamento do passado criminoso e nazi-racista de Mário Machado. É mais grave ainda porque denota sobretudo um inqualificável desejo de fascismo, de normalização e legitimação política e social da extrema-direita, como tem acontecido um pouco por toda a parte, no mundo em geral, e na Europa, em particular”.

## Atividade criminosa

### Discriminação racial

#### Caso Alcindo Monteiro

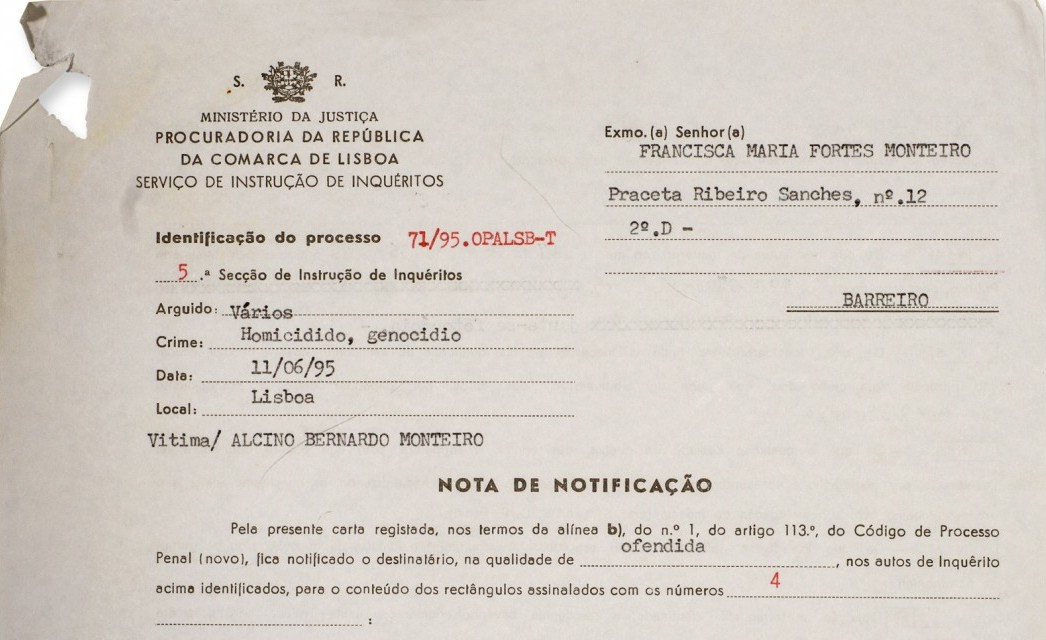
Notificação da Procuradoria Geral da República à mãe de Alcindo Monteiro, Francisca Fortes Monteiro, no dia do seu espancamento.

Na madrugada de 11 de junho de 1995, Mário Machado tomou parte em ações de violência contra seis negros no Bairro Alto, fazendo parte do grupo que no mesmo dia assassinou Alcindo Monteiro, um cidadão de nacionalidade portuguesa de 27 anos, nascido no Mindelo, em Cabo Verde. Ao início da madrugada, Alcindo foi violentamente espancado na zona do Chiado por um grupo de nacionalistas, vindos de um jantar comemorativo do Dia da Raça, designação dada durante o Estado Novo ao Dia de Portugal, celebrado a 10 de Junho. Foi encontrado sem sentidos na Rua Garrett, em frente à montra da casa Gianni Versace, sendo transportado para o Hospital de São José, juntamente com outros nove vítimas de agressões, todos negros. Mais tarde acabaria por chegar uma outra vítima de agressão, um homem branco. Pelas duas e meia da manhã, a polícia capturou junto ao bar-restaurante Merendeira, nas imediações do Cais do Sodré, na Avenida 24 de Julho, nove indivíduos (sete rapazes e duas raparigas). Entre estes, encontrava-se Mário Machado, então militar no activo, 2.º Cabo da Polícia Aérea da Força Aérea Portuguesa. As duas raparigas detidas, entre as quais a então namorada de Mário Machado, foram ilibadas seis meses depois.
A 4 de junho de 1997, Machado foi condenado a uma pena de quatro anos e três meses de prisão por envolvimento na morte de Alcindo Monteiro, mais precisamente na forma de oito crimes de ofensas corporais. Quinze outros skinheads foram também condenados no mesmo processo. Em maio de 2014, Mário Machado, então preparando a fundação de um novo partido político nacionalista, a Nova Ordem Social, declarou considerar lamentável tudo o que se havia passado nessa noite, afirmando ter-se deixado levar pelo espírito de grupo. Usando o direito de resposta a um artigo do jornal Observador sobre a morte de Alcindo Monteiro, afirmou ter sido condenado por “ofensas corporais simples”, por se "ter defendido do ataque de um grupo de cerca de 15 indivíduos de raça negra, junto ao café O Minhoto", declarando não ter estado nem perto do local onde foi espancado Alcindo Monteiro.
Antes mesmo da condenação em 1997 como figura secundária no caso Alcindo Monteiro, Mário Machado já havia sido acusado de extorsão, sequestro, agressão e posse ilegal de arma.

#### Operação policial de abril de 2007
A 26 de junho de 2004, a uma e meia da manhã, a Guarda Nacional Republicana de Loures fez uma busca à Skin House, um local de convívio nacionalista situado no Tojalinho. A defesa de Mário Machado considerou que esta operação policial foi feita fora da hora legal para buscas (entre as 7 e as 21 horas), apresentando contestação da mesma.
A 18 de abril de 2007, a três dias do encontro em Lisboa dos partidos europeus nacionalistas e organizações de extrema-direita, organizado pelo Partido Nacional Renovador (PNR), teve lugar uma vasta operação liderada pela Direção Central de Combate ao Banditismo da Polícia Judiciária (DCCB), sob a direção do Ministério Público e acompanhada por um procurador do Departamento de Investigação e Acção Penal (DIAP) de Lisboa, envolvendo cerca de sessenta buscas em várias zonas do país, numa ação policial que se estendeu da Margem Sul do Tejo até Braga. O PNR, que recentemente causara polémica ao colocar um outdoor contra a imigração na Praça Marquês de Pombal, em Lisboa, em parte patrocinado pelos Portugal Hammerskins, havia anunciado a presença no encontro de representantes de pelo menos treze organizações nacionalistas europeias no Dia da Juventude Nacional. Na operação foram detidos vinte a trinta elementos de extrema-direita, alguns em flagrante delito na posse de armas. Mário Machado, então trabalhando como segurança e líder da Frente Nacional, foi detido pela Polícia Judiciária, juntamente com outros nove elementos de extrema-direita, por suspeita de discriminação racial. A operação policial havia sido motivada pelas atividades criminosas desenvolvidas pelo PHS, sob a liderança de Mário Machado.
Os dez detidos foram interrogados no Tribunal de Instrução Criminal (TIC) de Lisboa no dia seguinte, sendo Mário o único que ficou em prisão preventiva, aguardando julgamento na zona prisional de Lisboa junto à Polícia Judiciária. Outros três elementos ficaram a aguardar julgamento em prisão domiciliária, ficando os restantes seis a cumprir a obrigatoriedade de apresentações periódicas na Polícia de Segurança Pública.
A operação levada a cabo pela DCCB permitiu já em setembro do mesmo ano, após meses de investigação com vários meios de prova - entre eles escutas telefónicas - acusar Mário Machado de dezassete crimes, quatro dos quais em autoria material, por violência, discriminação racial e ameaças. Mário Machado encontrava-se então em prisão preventiva, juntamente com outros trinta e três elementos ligados à extrema-direita que o Ministério Público contava levar a julgamento. Os arguidos responderiam ainda por posse ilegal de armas, insultos, sequestros ou distribuição de propaganda nazi.
A 29 de novembro de 2007, Mário Machado, então apontado como líder do grupo Portugal Hammerskins, conotado com a extrema-direita, e outros trinta e cinco arguidos igualmente conotados com o movimento skinhead, foram pronunciados pelo crime de discriminação racial e outras infrações conexas, incluindo agressões, sequestro e posse ilegal de armas, após uma investigação da DCCB, sob a direção do Ministério Público. Durante as buscas realizadas pela DCCB, foram apreendidas diversas armas de fogo, munições, armas brancas, soqueiras, mocas, bastões, tacos de basebol e diversa propaganda de carácter racista, xenófobo e antissemita.
Em abril de 2008, confrontado com várias citações constantes no despacho de pronúncia do processo, nas quais era acusado de comparar africanos a macacos, Mário Machado considerou-as "desabafos", dizendo ter sido a forma que encontrara para "conseguir atenção mediática".
A 12 de maio de 2008, Mário Machado, o único dos arguidos que estava em prisão preventiva aquando do início do julgamento em abril, foi libertado por decisão dos juízes de julgamento do Tribunal da Boa Hora. Os juízes, atendendo a facto de o prazo máximo para a prisão preventiva de Mário Machado expirar a 18 de junho, perfazendo nessa data catorze meses na cadeia, e tendo em conta que já havia sessões de julgamento marcadas para depois desse dia, consideraram que não se justificava manter o principal arguido em prisão preventiva até àquela data, sendo decretada em sua substituição como medida de coação a proibição de se ausentar da freguesia onde reside, exceto para se deslocar para as audiências de julgamento.
Em outubro de 2008 Mário Machado, principal arguido do processo, foi condenado no Tribunal Criminal de Monsanto a quatro anos e dez meses de prisão efetiva por discriminação racial, coação agravada, posse de arma ilegal, ameaça, dano e ofensa à integridade física qualificada, incluindo o envolvimento nas agressões ao dono e a um cliente de um bar em Peniche, e por ter dado uns pontapés num Porsche conduzido por um negro. Dos restantes trinta e cinco arguidos, cinco foram condenados à prisão efetiva, dezassete receberam pena suspensa e cinco foram absolvidos, ficando os restantes sete obrigados ao pagamento de multas. Mário Machado ficou ainda proibido de contactar os restantes arguidos do processo, bem como de comprar ou usar armas ou outros objetos do género. Mário recorreu da sentença.

### Posse de armas ilegais
A 6 de junho de 2006, a Rádio e Televisão de Portugal emitiu uma reportagem na qual Mário Machado fazia a apologia dos ideais de extrema-direita e ostentava uma espingarda caçadeira semiautomática de oito tiros, que alegou ser legal, afirmando na mesma reportagem que vários outros simpatizantes daquela ideologia possuem o mesmo tipo de armamento e que estavam preparados para "tomar de assalto as ruas, se for preciso". Na tarde desse mesmo dia a Polícia de Segurança Pública apreendeu na casa de Mário a caçadeira que este dissera estar ilegal, um revólver irregular, uma besta e um aparelho de choques eléctricos, além de diversas munições, tudo proibido. Mário Machado, que então já estava a ser julgado no Tribunal da Boa-Hora, em Lisboa, por extorsão, dois crimes de sequestro e posse ilegal de armas, foi detido por posse de armas ilegais.
No dia seguinte, à entrada do Tribunal de Instrução Criminal (TIC) de Lisboa onde seria ouvido, Mário afirmou aos jornalistas ser um "preso político" cujo único crime "é ser nacionalista num Estado opressor socialista", dirigido por um "Governo fantoche nas mãos de accionistas". Mário afirmou que de todo o armamento apreendido a única arma ilegal era o revólver, e que havia comprado a besta e o aparelho de choques em estabelecimentos comerciais, e que "o que foi apreendido foi todo o material de extrema-direita, pins, bandeiras e anéis".
Mário machado foi condenado por sentença de 16 de Julho de 2007 a sete meses de prisão por posse ilegal de arma, e três meses de prisão por posse de arma proibida, com pena suspensa.

### Difamação
Em 2009, Mário Machado deveria comparecer em tribunal, a 5 de maio, para responder a um processo relacionado com ameaças à procuradora do Ministério Público, Cândida Vilar, que conduziu a investigação que o levou a responder ao processo, por ter apelado aos companheiros nacionalistas que não se esquecessem da magistrada que coordenou as investigações contra os skinheads.
Em 2010, foi absolvido do crime de ameaça, sendo condenado a oito meses de prisão efectiva por difamação agravada da procuradora Cândida Vilar.

### Sequestro
A 18 de março de 2009, Mário Machado foi detido no Estabelecimento Prisional da Polícia Judiciária de Lisboa, após lhe terem sido imputados atos violentos, incluindo um disparo a tiro contra a perna, alegadamente praticados contra um membro do clube mottard Hells Angels, executados seis meses antes. Os factos eram negados pela alegada vítima, que não apresentara queixa contra Mário Machado. Na ocasião foram detidas mais cinco pessoas, tendo sido apreendidas uma viatura e um computador.
Em março de 2009, foi preso, após ter sido apanhado pela câmara de vigilância de uma residencial em Camarate, momentos antes de alegadamente sequestrar um homem. Em imagens reveladas pela revista SÁBADO, o então líder dos skinheads portugueses, juntamente com dois amigos, ambos de cabelo rapado, identificam-se como polícias às funcionárias da residencial, perguntando pelo proprietário de um Audi A3 preto estacionado no parque do estabelecimento, que seria depois obrigado a entrar no automóvel dos suspeitos, sendo mais tarde abandonado na zona de Sintra, após ter sido espancado e roubado. A queixa foi inicialmente entregue na Polícia de Segurança Pública, passando depois a investigação para a Polícia Judiciária.
Em 2009, foi condenado em sete anos e dois meses de prisão por crimes de sequestro, roubo e coação, tendo sido algumas das vítimas sujeitas a tortura.
Em 2012, o Tribunal Criminal de Loures fixou em 10 anos o cúmulo jurídico das penas de prisão aplicadas a Mário Machado, tendo sido consideradas para o cúmulo condenações relacionadas com discriminação racial, coação agravada, posse ilegal de arma e ofensa à integridade física qualificada, entre outros ilícitos.

### Extorsão
Em janeiro de 2014, encontrando-se no Estabelecimento Prisional de Alcoentre a cumprir um cúmulo jurídico de dez anos, por condenações relacionadas com discriminação racial, coação agravada, posse ilegal de arma e ofensa à integridade física qualificada, entre outros ilícitos, mandou entregar a Rute Pereira, companheira de Bruno Monteiro, antigo colega de Mário Machado no movimento neonazi Portugal Hammerskins (PHS), uma carta de oito páginas em que a ameaçava de morte, afirmando que a executaria na frente dos filhos: "Considero-te a inimiga número 1, colaboradora do Ministério Público, fizeste-me uma emboscada com a Cândida Vilar em Saldanha, pois levaste-me ali para que eu a insultasse e denunciaste-me. (…) Vou sair em liberdade em breve e juro pelos meus filhos que és a pessoa que mais odeio e vão-te matar à frente dos teus filhos, juro pela minha saúde, sua informadora de merda se não entregares 30 mil euros ao Joãozinho, vais pelo cano". Além da parte dirigida a Rute Pereira, a carta continha instruções, como "encomendas" para agredir pessoas, incluindo "tiros na pernas", e recomendações de mudanças de conteúdos que deviam ser publicadas na sua página de Facebook. Mário Machado entregou a carta a João Dourado com a ordem expressa de não a dar a ninguém, nem mesmo deitá-la fora "porque a PJ vai aos caixotes".
Em março de 2014, João Dourado entregou a carta a Rute Pereira na loja onde esta trabalhava, em Alvalade, que recusou pagar a quantia exigida e participou o caso à Polícia Judiciária e ao Ministério Público. Mário Machado teria ainda tentado chantagear Bruno Monteiro e Rute Pereira, ameaçando que os denunciaria às autoridades por tráfico de droga. Bruno Monteiro havia sido condenado em 2007, juntamente com Mário Machado, na sequência da investigação contra grupos de extrema-direita, tendo estado também envolvido no processo de sequestro, roubo e coação pelo qual Machado estava a cumprir pena, tendo sido, no entanto absolvido das acusações. Alegadamente teria havido traição por parte de João Dourado, constituindo-se todo o caso como mais um episódio de cisão dos Portugal Hammerskins desde a prisão do seu líder, Mário Machado.
Em finais de 2014, Mário Machado avançou com um pedido de liberdade condicional, tendo o seu advogado declarado que acreditava na sua libertação, uma vez que Mário já havia cumprido mais de metade da pena, e já fora ouvido pelo Instituto de Reinserção Social, e que o seria pelo conselho técnico da cadeia, esperando que os relatórios fossem positivos, por ter tido já três saídas precárias. Nessa data, Mário estava já a ser investigado, nunca mais tendo sido autorizado a gozar saídas precárias.
Em julho de 2015, Mário Machado foi acusado do crime de extorsão na forma tentada, por ter chantageado um antigo cúmplice a partir da prisão.
Em junho de 2016, estando prestes a sair em liberdade condicional após cumprir cinco sextos dos dez anos de cúmulo jurídico a que havia sido condenado, Mário Machado foi notificado que não seria libertado, permanecendo em prisão preventiva devido ao processo em que era acusado de tentativa de extorsão.
A 27 de junho de 2016, a Instância Central Criminal de Lisboa deu como provada a tentativa de extorsão agravada, a partir da cadeia, condenando Mário a mais dois anos e nove meses de prisão, de um máximo de dez anos. A juíza Filipa Rodrigues explicou a atenuação da sentença afirmando acreditar que Mário Machado se estava a esforçar por mudar a sua conduta, dizendo acreditar haver alguma hipótese de recuperação, "uma pequena semente de esperança", apesar do passado de violência. Ficou provado em tribunal que Mário Machado foi o autor da carta, tendo agido de forma consciente ao coagir Rute Pereira, fazendo-a temer pela sua vida, pela dos filhos e do companheiro. Mário Machado admitiu a autoria da carta, alegando que mandara cancelar a leitura da mesma a Rute Pereira, tendo o seu advogado anunciado que iria recorrer da condenação.

### Detenção de novembro de 2021
A 9 de novembro de 2021, Mário Machado foi detido, em sua, casa pela Polícia Judiciária, segundo avançou à Lusa o advogado José Manuel Castro, que defende Machado em diversos processos, entre ele o do Hells Angels. A detenção foi efetuada pela Unidade Nacional de Contraterrorismo (UNCT) e em causa estariam publicações de cariz racista e discriminatório nas redes sociais de Mário Machado. Segundo o Jornal de Notícias, nesta ação da UNCT não estava prevista a detenção do neonazi português. Depois de terem saído as primeiras notícias sobre este caso, José Manuel Castro comunicou à RTP que a detenção se relacionava com o apelo que Machado fez a que fosse procurado António Tavares, então com 19 anos, um homem que matou outro à porta da discoteca Lick, em Boliqueime, na madrugada de 23 de agosto de 2019 e que se encontrava então em fuga. O apelo de Machado foi o seguinte: "“Procura-se assassino! Não o entreguem às autoridades, se souberem do seu paradeiro enviem-nos mensagem privada”. Esta mensagem foi publicada no Twitter e no VK. O Ministério Público já tinha aberto um inquérito à publicação de Machado menos de uma semana depois do referido homicídio. Nas declarações à RTP na manhã de 9 de novembro de 2021, José Manuel Castro negou as alegações que a detenção do cliente se prendia com suspeitas de propagação de ódio racial, uma vez que, segundo Castro, Machado não referiu a cor de pele de António Tavares.
De ressalvar que as contas de Mário Machado no antigo Twitter são frequentemente suspensas de modo definitivo por aquela rede social devido a abusos, sendo que o ex-presidiário abre constantemente novas contas na plataforma de microblogging. Atualmente, Machado ̟possui uma conta naquela rede social, agora rebatizada de "X", chamada de "Racismo Contra Europeus". Machado possui também um canal no YouTube.

### Condenação em maio de 2024
A 7 de maio de 2024, foi condenado a dois anos e dez meses de prisão efetiva por crimes de discriminação e incitamento ao ódio e à violência, principalmente direcionados contra Renata Cambra, professora e dirigente do Movimento Alternativa Socialista (MAS). A sentença, proferida pela juíza Paula Martins no Juízo Local Criminal de Lisboa, enfatizou a falta de arrependimento e empatia de Machado, destacando-se também o seu histórico criminal extenso. Paralelamente, Ricardo Pais, co-arguido no caso, recebeu uma pena de prisão suspensa de um ano e oito meses e deverá contribuir financeiramente para a Associação Portuguesa de Apoio à Vítima (APAV). As publicações que levaram à condenação de Machado incluíam apelos à violência e à "prostituição forçada" de mulheres de esquerda, gerando forte reação pública e manifestações antifascistas à saída do tribunal. A 22 de maio de 2025, Machado foi detido pela Polícia Judiciária, de modo a dar início à sua pena. Machado foi encaminhado para o Estabelecimento Prisional de Lisboa, mas a sua defesa tenciona apresentar um requerimento para transferência de prisão para as Caldas da Rainha, alegando razões de segurança.

### Outras condenações
Em 2006, foi condenado a três anos de prisão, com pena suspensa por quatro anos, por ter entrado, em 2003, no escritório de um advogado, para lhe cobrar uma alegada dívida.

## Vida pessoal
Mário provém de uma família com passado colonial, afirmando em maio de 2014 que a sua família "foi espoliada de uma terra que foi nossa durante 500 anos”, declarando-se contra a forma como foi feita a descolonização.
Em 1995, à época do seu envolvimento na onda de violência racial que vitimou Alcindo Monteiro, Mário Machado era 2.º Cabo da Polícia Aérea da Força Aérea Portuguesa. Após sair da Força Aérea, trabalhou geralmente como segurança de discotecas.
Em 2005, Mário Machado conheceu Susana no bar gótico Disorder, um bar alternativo do Cais do Sodré. Casaram em fevereiro de 2011 na prisão de Monsanto, sendo pais de um filho, nascido em 2009. Susana é licenciada em Matemática Aplicada. Embora seja filiada no Partido Socialista e proveniente de uma família de esquerda, Susana costuma acompanhar Mário Machado em manifestações e demonstrações nacionalistas e de extrema-direita.
Mário Machado tem outros dois filhos de um anterior relacionamento. Em consonância com o movimento skinhead que lidera, Mário usa a cabeça rapada e ostenta tatuagens de suásticas.
Enquanto estava detido, Mário Machado, por incentivo da mulher, Susana, começou a estudar Direito na Universidade Autónoma de Lisboa, encontrando-se já em 2014 a frequentar o último ano do curso. Em 2016, Mário encontrava-se prestes a concluir o curso de Direito, tirado enquanto cumpria pena de prisão, faltando-lhe somente uma cadeira, tendo, segundo o relatório da Reinserção Social, emprego assegurado em escritório de advocacia assim que saísse da cadeia.
Atualmente, Mário Machado tem um canal de YouTube no qual faz vídeos relacionados à extrema-direita, com apologias a ditadores como António de Oliveira Salazar, e símbolos nazis como as runas SS. Juntamente com outros administradores, teve uma página no Telegram e no Twitter intitulada "Racismo contra portugueses", onde denunciava alegados casos de racismo de minorias contra brancos.